# Julián Romea

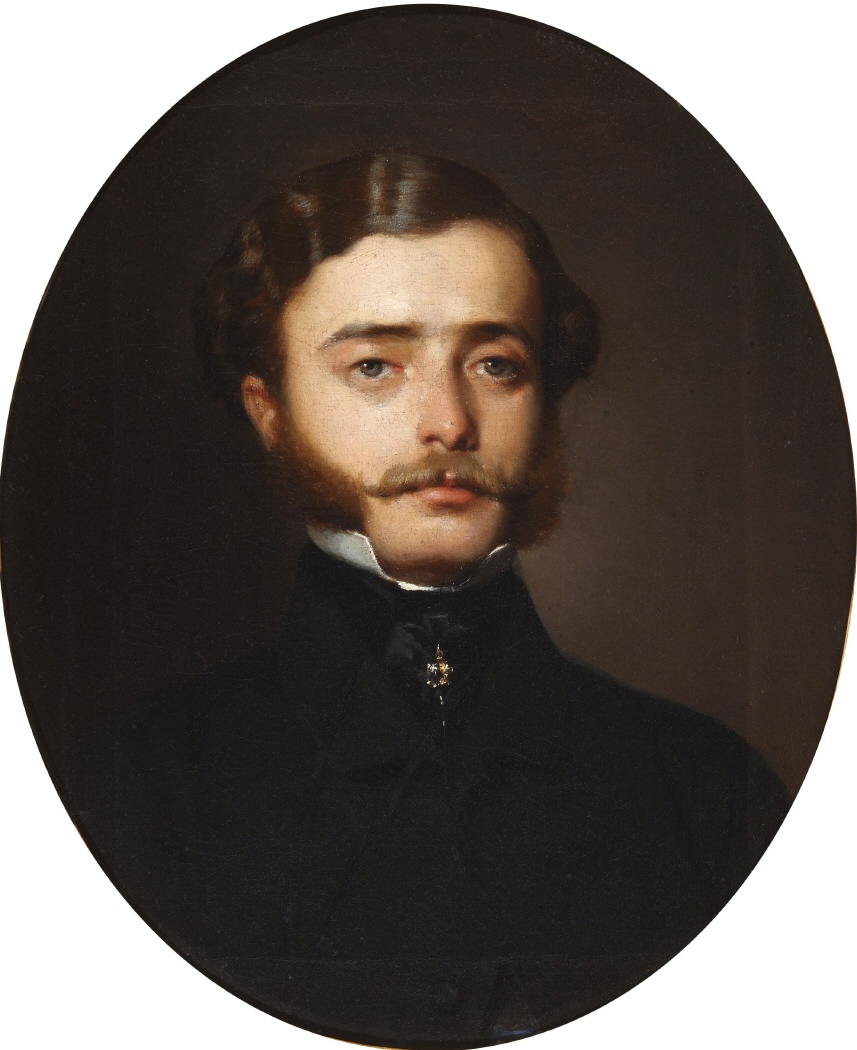
Retrato de Julián Romea (1845-1850) por Federico de Madrazo en el Museo del Romanticismo (Madrid)

Julián Romea Yanguas (Murcia, 16 de febrero de 1813-Loeches, 10 de agosto de 1868) fue un actor de teatro y escritor español. Encabeza una dinastía teatral de la que también forman parte su sobrino Julián Romea Parra y el hijo de este Alberto Romea Catalina.

## Biografía
Nacido en la plaza de Santa Catalina, de la capital murciana, Julián fue el segundo de los seis hijos de Mariano Romea y Bayona, un aragonés que administraba los bienes de los marqueses de Espinardo en Murcia, y de Ignacia Yanguas y Prat de Rivera, una valenciana afincada en Madrid. En 1816 se trasladó con su familia a Alcalá de Henares, pero cuando el padre fue desterrado por su pasado liberal y huyó a Portugal, la madre regresó a Murcia con sus hijos en 1823; allí el joven Romea estudió humanidades en el Seminario Mayor de San Fulgencio; por entonces ya intervino como actor en piezas de aficionados. A finales de 1827 volvió el padre del destierro. En 1831 vuelven a Madrid y Julián se matricula en la recién creada Escuela de Música y Arte Declamatorio, donde tuvo por maestro al gran actor Carlos Latorre, discípulo de Isidoro Máiquez; también él será en el futuro profesor de esta Escuela, conocida popularmente como El Conservatorio. En 1832 fue contratado como galán joven por la Compañía de Juan Grimaldi y fue actor del Teatro del Príncipe, sobre cuyo escenario protagonizó la primera representación de una obra de William Shakespeare directamente traducida desde el inglés: Macbeth, en 1838.

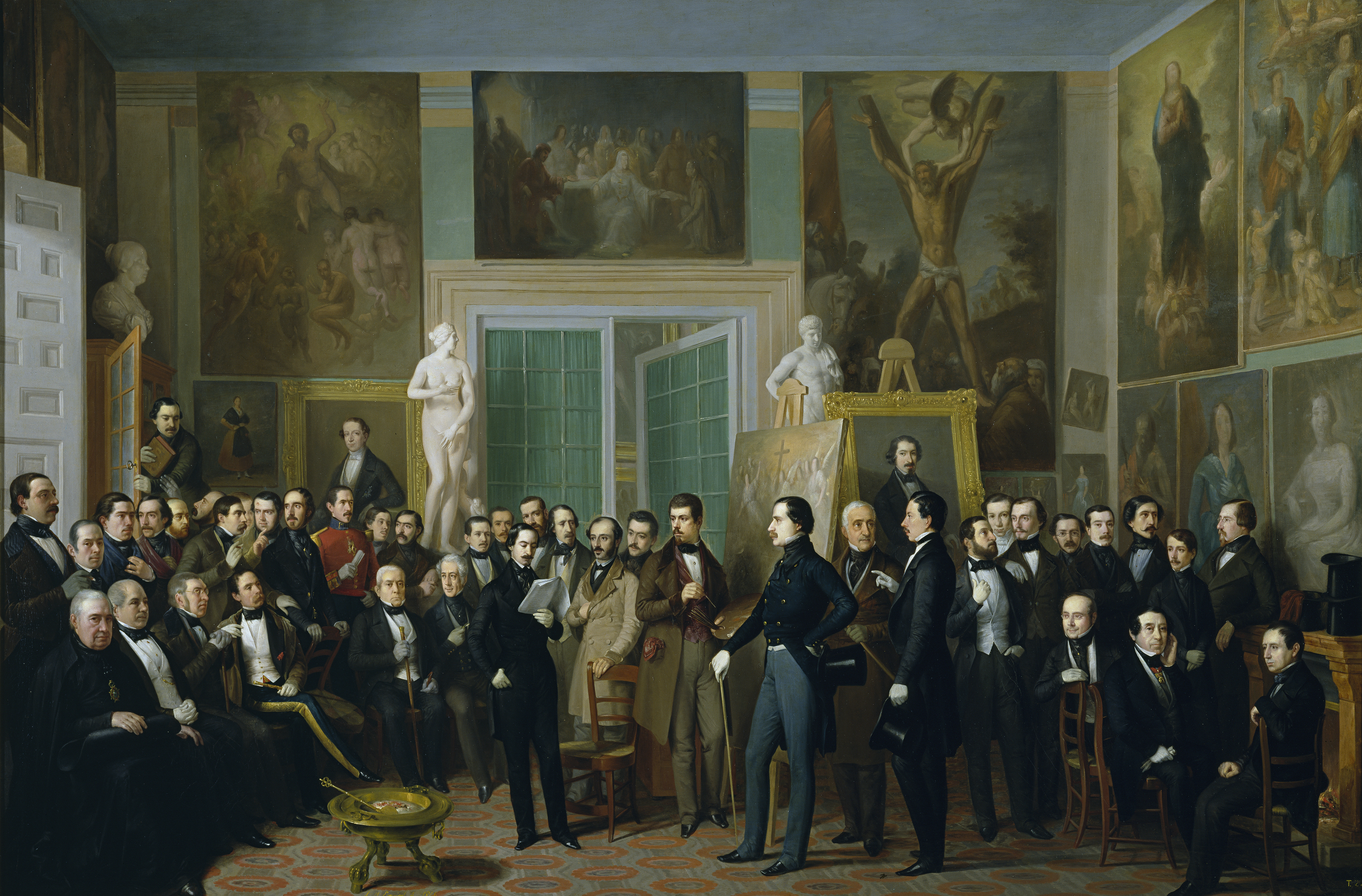
Julián Romea retratado en Los Poetas contemporáneos por Antonio María Esquivel, 1846, Museo del Prado, Madrid.

En 1839 junto a su hermana Florencia y su esposa, la actriz Matilde Díez, promovió la realización de un monumento en Granada para recordar al gran actor Isidoro Maiquéz que moriría en esta ciudad en 1820.

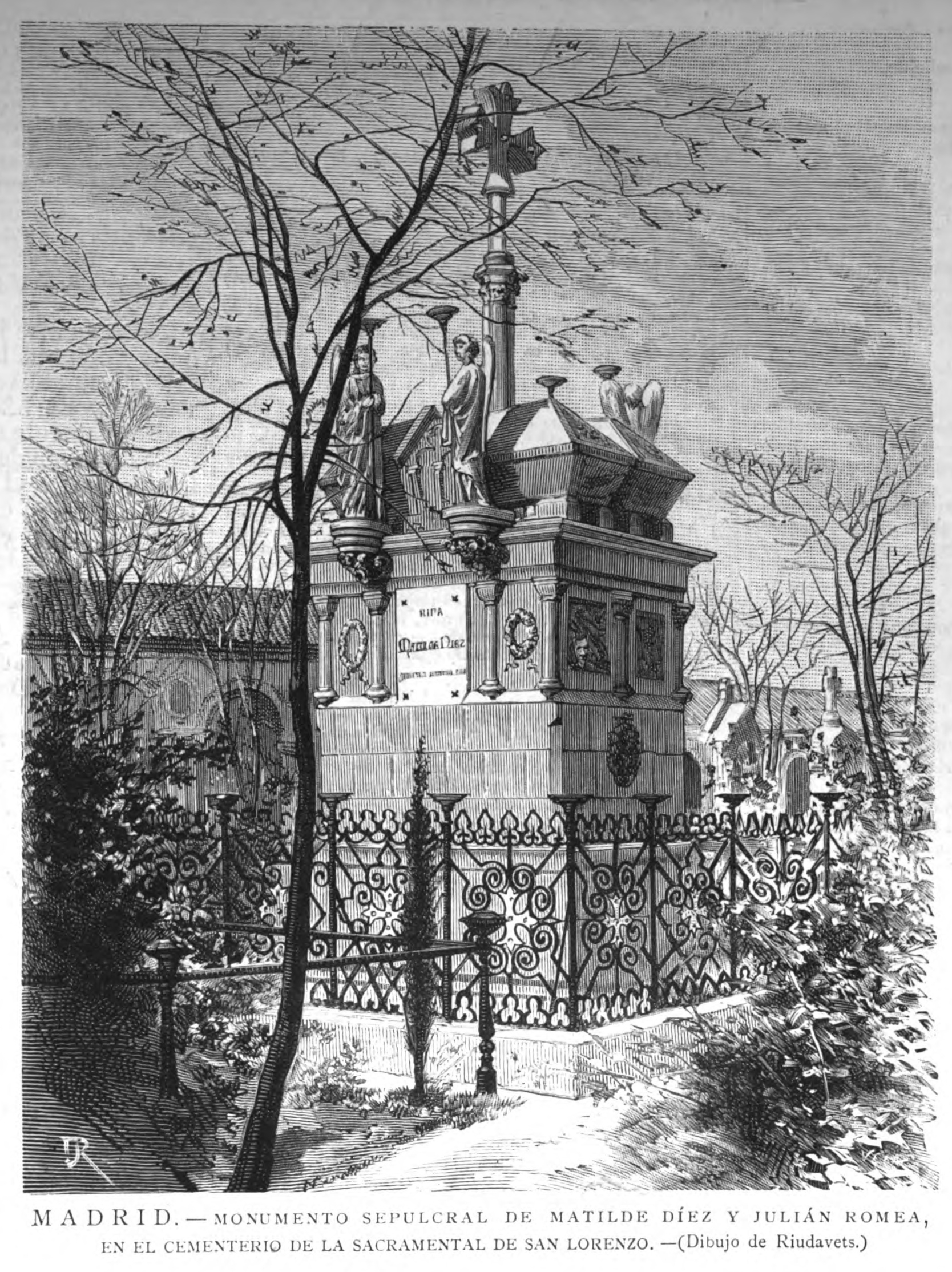
Monumento sepulcral de Matilde Díez y Julián Romea en el cementerio de San Lorenzo, publicado en la La Ilustración Española y Americana en 1886

En 1839 retó al crítico de teatro Ignacio Escobar por una mala reseña, aunque como los dos eran pésimos tiradores fallaron sus disparos; sin embargo, la bala perdida de Romea mató a uno de los padrinos, tragedia verdaderamente grotesca, pero concorde con esos tiempos. Escribió un Manual de Declamación (1858) y además un puñado de obras teatrales, entre las que destaca Ricardo y asimismo cultivó la lírica, aunque no fue estimado como merecía en este terreno, quizá por haber apagado su fama teatral lo que logró en este campo. Colaboró en la revista El Artista, de notable importancia para la literatura romántica española, y fue un habitual de la tertulia conocida como El Parnasillo. Otros colaboradores de esta revista fueron Eugenio de Ochoa, Federico y Pedro de Madrazo, Fernán Caballero, Manuel Bretón de los Herreros, Patricio de la Escosura, Juan Nicasio Gallego, Alberto Lista, Gabriel García Tassara, José Espronceda, José Zorrilla, Nicomedes Pastor Díaz, Mariano Roca de Togores, Maury y Ventura de la Vega, es decir, muchos de los nombres que iban a componer la plana mayor del Romanticismo español. 
Casado en 1836 con la actriz Matilde Díez, tuvo un hijo, Alfredo, en diciembre de 1837. El matrimonio, sin embargo, estaba muy lejos de estar bien avenido y los siguientes años los pasaron separados; Julián llegó a ser profesor del Conservatorio, académico de la Real Academia Sevillana de Buenas Letras de Sevilla y cruz de la Orden de Carlos III. En 1846 publicó Poesías de don Julián Romea, reimpreso en Sevilla (1861). Un año antes obtuvo una mención honorífica de la Real Academia Española, por su oda A la guerra de África.
Sustituyendo a Grimaldi a finales de 1840, dirigió el Teatro del Príncipe en Madrid, que reformó completamente modernizando el alumbrado y el patio de butacas, y gracias a sus gestiones Juan Eugenio Hartzenbusch pudo estrenar Los amantes de Teruel el 19 de enero de 1837, en una función a beneficio del primer actor Carlos Latorre y con la participación de otros igualmente famosos, como Bárbara Lamadrid y el propio Julián Romea. La función constituyó un éxito inenarrable de público y de crítica, y colocó al autor y actores en la cima de la popularidad. La separación de la pareja Romea-Díez se consumó al enrolarse ella en la compañía de Manuel Catalina, con la que hizo una gira de más de cinco años por América, 1853 a 1859. En 1865, la reina Isabel II lo nombró –ya enfermo de una grave insuficiencia coronaria– director del Conservatorio, en sustitución de su gran amigo Ventura de la Vega. Julián y Matilde reposan juntos en la Sacramental de San Lorenzo y San José, de Madrid.

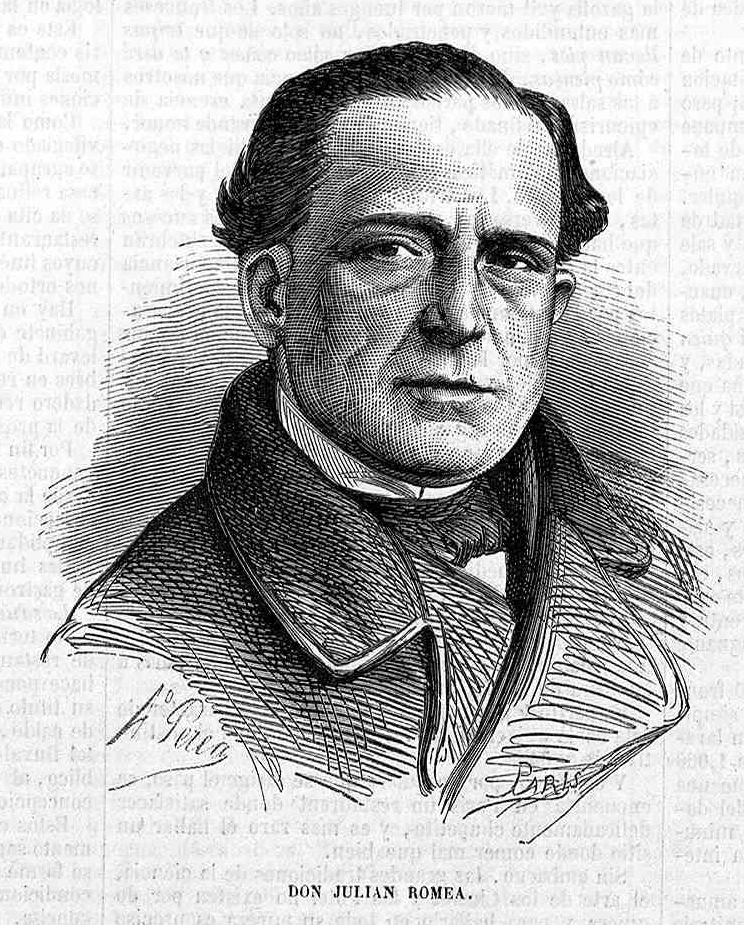
Retrato de Julián Romea, dibujo de A. Perea y grabado de París (El Museo Universal, 1866)

Romea acoge en sus versos todos los temas del Romanticismo, pero posee en los momentos más felices acentos propios y motivos de inspiración preferentes y característicos, que configuran su personalidad. Y como dijo el famoso actor romántico: “Cuando de la eterna noche / en la inmensidad perdido / pase el viento del olvido / por mi esperanza y mi amor, / sólo te pido, pues fuiste / luz de mi vida, mi gloria / un suspiro a mi memoria, / y a mi sepulcro, una flor”. 
Destacó por su naturalidad y buen gusto en la declamación. Se le consideró como una de las mayores glorias del teatro nacional. Su retrato se conserva en el Museo del Teatro de Almagro (Ciudad Real) y el teatro Romea de Murcia y el Teatro de provincias de Barcelona llevan su nombre como homenaje.

## Obras
- A la guerra de África (1845)
- Poesías de don Julián Romea (1846; reimpreso en 1861).
- Ideas generales sobre el Arte del Teatro (1858)
- Manual de Declamación para uso de los alumnos del Real Conservatorio de Madrid (1859).
- Los héroes del teatro (1866),
- Epistolario con Ventura de la Vega
- Ricardo